# Andriej Prokopienko
Andriej Wasiljewicz Prokopienko (ros. Андрей Васильевич Прокопенко, ur. 1915 we wsi Pokrowskoje w powiecie bachmuckim w guberni jekaterynosławskiej, zm. w październiku 1989 w Moskwie) – funkcjonariusz radzieckich służb specjalnych, generał major KGB.

## Życiorys
Urodził się w rodzinie ukraińskiego pocztyliona. W maju 1930 został uczniem ślusarza, później ślusarzem w zakładach im. Woroszyłowa w miejscowości Drużkowka w rejonie konstantynowskim w obwodzie donieckim, potem pracował w Kramatorsku. Od października 1935 do lutego 1936 studiował w Instytucie Nauczycielskim w Artiomowsku, później kierował wydziałem pionierskim Komitetu Miejskiego Komsomołu w Artiomowsku, we wrześniu 1937 powrócił do instytutu, skąd po ukończeniu pierwszego semestru został skierowany do pracy w organach NKWD. W czerwcu 1938 został funkcjonariuszem NKWD, w sierpniu 1938 ukończył szkołę GUGB NKWD w Kijowie został pomocnikiem pełnomocnika i następnie pełnomocnikiem operacyjnym Wydziału 3 (Kontrwywiadowczego) Zarządu 1 Zarządu Bezpieczeństwa Państwowego (UGB) NKWD Ukraińskiej SRR. W styczniu 1940 przyjęto go do WKP(b). W marcu 1941 został starszym pełnomocnikiem operacyjnym Wydziału 1 Zarządu Kontrwywiadowczego NKGB Ukraińskiej SRR, po ataku Niemiec na ZSRR zajmował się organizowaniem ruchu partyzanckiego na terytorium Ukrainy, m.in. jako pomocnik szefa wywiadu 2 pułku partyzanckiego NKWD Ukraińskiej SRR (od sierpnia 1941) i zastępca szefa oddziału Zarządu 4 NKWD Ukraińskiej SRR.
W maju 1942 został pomocnikiem szefa wydziału wywiadu Ukraińskiego Sztabu Ruchu Partyzanckiego, pracując kolejno w Woroszyłowgradzie (obecnie Ługańsk), Stalingradzie (obecnie Wołgograd) i Moskwie, od listopada 1942 do maja 1944 był zastępcą dowódcy zgrupowania oddziałów partyzanckich w obwodzie żytomierskim. W maju 1944 objął funkcję Zarządu 2 NKGB Ukraińskiej SRR, od grudnia 1944 do kwietnia 1946 był szefem Miejskiego Oddziału NKGB w Czerkasach, a od kwietnia 1946 do listopada 1950 zastępcą szefa Zarządu MGB obwodu tarnopolskiego ds. kadr. Od listopada 1950 do 25 grudnia 1951 był zastępcą szefa Zarządu MGB Ukraińskiej SRR, od 7 stycznia do 6 czerwca 1952 szefem Wydziału 1 Zarządu 5 MGB ZSRR, od 6 czerwca 1952 do 24 marca 1953 szefem Wydziału 5 Zarządu 5 MGB ZSRR, następnie pracował w MWD ZSRR jako zastępca szefa Wydziału 4/Wydziału 6 Zarządu 4 MWD. Później został funkcjonariuszem KGB jako zastępca szefa wydziału Zarządu 4 KGB ZSRR (od 8 kwietnia do 12 lipca 1954), od 12 lipca 1954 do 30 marca 1955 był szefem Wydziału 9 Zarządu 4 KGB ZSRR, od 30 marca 1955 do 11 lipca 1959 pełnił funkcję przewodniczącego KGB Mołdawskiej SRR, w 1956 zaocznie ukończył Wyższą Szkołę Partyjną przy KC KPZR. Od 11 lipca 1959 do lipca 1973 był szefem Wydziału Ewidencyjno-Archiwalnego (od 21 października 1966: Wydziału 10) KGB ZSRR, później pracował w Komitecie przy Radzie Ministrów ZSRR ds. wynalazków i odkryć przy Akademii Nauk ZSRR (w lipcu 1978 przemianowanym na Państwowy Komitet ZSRR ds. wynalazków i odkryć), w sierpniu 1986 przeszedł na emeryturę.

## Awanse
- sierżant bezpieczeństwa państwowego (1 lipca 1939)
- młodszy porucznik bezpieczeństwa państwowego (22 stycznia 1942)
- starszy porucznik bezpieczeństwa państwowego (11 lutego 1943)
- kapitan bezpieczeństwa państwowego (22 grudnia 1943)
- major (6 listopada 1945)
- podpułkownik (7 grudnia 1949)
- pułkownik (30 września 1955)
- generał major (10 grudnia 1964)

## Odznaczenia
- Order Lenina (5 stycznia 1943)
- Order Czerwonego Sztandaru (18 lipca 1942)
- Order Bohdana Chmielnickiego II klasy (28 kwietnia 1945)
- Order Wojny Ojczyźnianej I klasy (11 marca 1985)
- Order Wojny Ojczyźnianej II klasy (29 października 1948)
- Order Czerwonej Gwiazdy (trzykrotnie, 24 grudnia 1942, 25 czerwca 1954 i 30 października 1967)
- Odznaka Zasłużonego Funkcjonariusza NKWD (13 czerwca 1944)
- Order Virtuti Militari V klasy (Polska Rzeczpospolita Ludowa)

I 14 medali ZSRR oraz cztery medale Mongolskiej Republiki Ludowej.